# Condado de Arenac
El condado de Arenac (en inglés: Arenac County, Míchigan), fundado en 1883, es uno de los 83 condados del estado estadounidense de Míchigan. En el año 2000 tenía una población de 17.269 habitantes con una densidad poblacional de 18 personas por km². La sede del condado es Standish.

## Geografía
Según la Oficina del Censo, el condado tiene un área total de 1764 km² (681,1 mi²), de la cual 951 km² (367,2 mi²) es tierra y 813 km² (313,9 mi²) es agua.

## Condados adyacentes
- Condado de Iosco noreste
- Condado de Bay sur
- Condado de Gladwin oeste
- Condado de Ogemaw noroeste

## Demografía
En el 2000 la renta per cápita promedia del condado era de $32,805, y el ingreso promedio para una familia era de $39,033. El ingreso per cápita para el condado era de $16,300. En 2000 los hombres tenían un ingreso per cápita de $31,205 frente a los $20,363 que percibían las mujeres. Alrededor del 13.90% de la población estaba bajo el umbral de pobreza nacional.

## Lugares

### Ciudades
- Au Gres
- Omer
- Standish

### Villas
- Sterling
- Turner
- Twining

### Municipios
- Municipio de Adams
- Municipio de Arenac
- Municipio de Au Gres
- Municipio de Clayton
- Municipio de Deep River
- Municipio de Lincoln
- Municipio de Mason
- Municipio de Moffatt
- Municipio de Sims
- Municipio de Standish
- Municipio de Turner
- Municipio de Whitney

### Comunidades no incorporadas
- Alger
- Delano
- Maple Ridge
- Melita
- Pine River

### Principales carreteras
- I-75
- US 23
- M-13
- M-33
- M-61
- M-65